# 고쿠시칸 대학
고쿠시칸대학(일본어: 国士舘大学, Kokushikan University)은 일본 도쿄 세타가야구에 본부를 두고 있으며, 4개 캠퍼스, 7개 단과대학(학부), 10개 연구과를 가지는 일본의 유명 종합 사립대학이다.
오래전부터 아시아의 역사연구와 지리, 그리고 체육 관련 분야 학부가 강세이며, 실제로 일본의 많은 금메달 리스트 선수들을 배출했다.

## 역사
고쿠시칸은 1917년 다이쇼 중기에 창립자 시바타 토쿠지로(柴田 徳次郎)등 뜻을 함께한 청년들이 '지력과 담력을 갖춘 유능한 인재 육성'을 목표로, 도쿄의 아자부 땅에 私塾(사숙) '고쿠시칸'을 창립한 것으로 시작된다. 현재까지 130,000여명의 졸업생을 사회 각계에 배출한 본 학교는 2017년 창립 100주년을 맞았다.

## 건학 이념
일본은 메이지유신 후 서양문명을 적극적으로 받아들여 사회의 근대화를 급속히 추진해왔다. 이로 인해 사회는 큰 신장을 이루었으나, 너무나도 급격한 근대화였기에 전통 문화를 파괴하고 경시하는 경향이 생기게 되었다. 러일전쟁 후에는 국내 문제가 악화되어 국민의 의식이 변화하는 가운데 여러 사회문제가 발생했으며, 심각한 사회불안을 야기하게 되었다. 이러한 당시의 사회 상황을 염려한 청년들(柴田徳次郎, 阿部秀助, 花田大助, 喜多悌一, 上塚司 등)은 '언론'과 '교육'으로 국가의 번영과 국민 생활의 평안에 이바지하는 것을 목표로, 일본의 '혁신'을 도모하기 위하여 '사회개량'과 '청년지도'를 목적으로 '청년대민단'을 조직, 1917년 '활학(活学)을 강구한다'라는 선언과 함께, 사숙(私塾) '고쿠시칸'을 설립하기에 이르렀다. 창립자들의 목표는 '고쿠시칸 설립 취지'가 말하고 있는 것처럼 吉田松陰의 정신을 본보기로 하여 하루하루의 '실전' 안에서 심신 단련과 인격 도야를 도모해 국가사회에 공헌할 수 있는, 지력과 담력을 갖춘 인재를 양성하는 데 있었다. 이후, 이 '활학(活学)'을 교학의 이념으로 하여 배우는 자 스스로가 부단한 '독서, 체험, 반성'의 세 강령을 실천하면서, '성의, 노동, 견식, 기백'의 네 덕목을 함양하는 것을 교육 지침으로 삼아, 다양한 분야에서 활약하는 인재를 배출해왔다. 오늘날 고쿠시칸은 이 같은 건학의 뜻을 소중히 계승하면서 새롭게 발전을 이룬 연구교육의 영역에서도 지식과 실천의 수준을 높이며, 세계의 평화와 진보를 향하여 현대사회에 적극적으로 공헌할 수 있도록 진지한 노력을 계속해 나가고 있다.

## 조직

### 학부
- 정경학부

1961년 개설된 정경학부는 정치학과, 경영학과, 경제학과의 세 학과로 구성되어 있다. 2002년도부터 '세미스터 제도'를 도입하여 단기간에 집중하여 학습하는 것으로, 전문성을 높이는 교육을 실현할 수 있게 되었다. 또한, 현대의 필요성에 따라 '플렉스타임 제도(주야간강의제)'도 2003년도부터 개시하였다. 2008년도부터 오전 9시부터 오후 9시까지 자유롭게 시간표를 짤 수 있는 주간학부로 개조했다. 또, 유연성 있는 이수제도에 따라 다른 학과, 학부의 과목도 60학점을 상한으로 졸업소요학점으로 인정하고 전문 이외에도 관심이 있는 과목을 공부할 수 있다. 1학년부터 4학년까지 4년간을 신교사(新校舎)를 중심으로 한 세타가야 캠퍼스에서 즐겁게 공부할 수 있다. (정치학과, 경제학과, 경영학과)
- 체육학부

체육학부에서는 체육지도자를 비롯하여 올림픽과 국제대회, 프로로 활약하고 있는 수많은 우수한 인재들을 배출해왔다. 또한, 현재 진행되고 있는 고령화 사회, 높아지는 건강 지향 등을 배경으로, 스포츠가 맡는 역할은 점점 커지고 있다. 이 사회의 필요성에 따르기 위해, 2000년도에 무도학과, 스포츠의과학과의 두 학과를 신설하였다. 무도학과에서는 마음의 황폐함을 더하는 현대 사회에서, 진정한 무도정신을 가진 지도자를 육성, 스포츠의과학과에서는 고도의 구급치료기술을 가진 인재를 육성하는 것을 지향하고 있다. 체육학부의 창립 이래 일관된 목적은 '마음, 기술, 신체'의 밸런스를 유지하고, '공정한 정신'을 몸에 익힌 인재의 육성이다. (체육학과, 무도학과, 스포츠의과학과, 어린이스포츠교육학과)
- 이공학부

2006년, '공학부'는 새로이 '이공학부'로 바뀌었다. 새로운 '1학과 6학계 교육 시스템'과 '플랙시블 입시'를 채용하여 이학(理学), 공학의 폭넓은 지식을 유연하게 습득할 수 있다. 이공학부는 '기계공학계', '전자정보학계', '건축학계', '도시랜드스케이프학계', '건강의공학계', '기초이학계'의 6학계를 마련하였다. 더욱이, 각자가 자신의 꿈의 실현을 향해 학계에 구애받지 않고 과목을 이수할 수 있다. 엔지니어가 되기 위한 최첨단 공학필드와 교육자가 되기 위한 이학필드도 전개되고 있다. 또한, 입시에 대해서도 유동성 있는 시스템을 도입하였다. 수험시에 학계를 지정하는 전통적인 방법에 더하여, 2학년으로 진급할 때 학계를 선택하는 유동성 있는 입시를 시작했다. 본 학부에서는 폭넓은 교양과 지식이 입증된 넓은 시야와 대국적인 판단력을 기르며, 스스로의 꿈을 실현하기 위한 전문성을 높이고 있다. (기계공학계, 전자정보학계, 건축학계, 도시랜드스케이프학계, 건강의공학계, 기초이학계)
- 법학부

법학부는 1966년 개설 이래, 법률학과 1학과의 체제였지만 2001년부터 법학부의 혁신에 따른 현대비지니스법학과를 신설하여 2학과 체제가 되었다. 지금까지 동서양의 문화를 조화, 융합한 독창적인 법학교육을 지향하고 있었지만 2학과 체제에 따라 국제화, 정보화, 소자화, 고령화라는 사회 문제들 가운데 법률학이 당면한 문제, 즉, 환경, 비지니스, 고용, 소비자, 남녀 평등, 소년 범죄 등도 배려한 폭넓은 법학교육을 더욱 면밀히 행할 수 있게 되었다. (법률학과, 현대비지니스학과)
- 문학부

1966년에 개설된 문학부에서는 21세기에 필요한 인문과학의 분야를 '교육, 심리, 철학, 논리학, 역사, 고고학, 지리, 환경, 문학, 언어, 문화'등의 여러 갈래에 걸쳐 학습한다. 또 '한 사람 한 사람의 얼굴이 보이는 교육'을 중시하여 한 수업에 열 명 이하의 세미나로, 철저한 소인수교육을 실현하고 교원과 학생이 따뜻한 인간관계를 유지하면서 진지하고 활발한 학습활동을 행하고 있다. 또한 법학부는 외국 유학생이 일본의 역사와 문화, 환경 등을 종합적으로 연구하고, 국제 이해의 깊은 지식을 쌓기 위한 최적의 학부로서, 다수의 유학생이 재적하고 있으며 본교로부터도 교환유학생을 파견하는 등 활발한 교류를 행하고 있다. 이러한 특색있는 국제교류를 시작으로 하여 1~2학년부터 정보처리연습, 1학년부터 전공에 속하여 졸업논문의 준비 교육 등 '현대사회와의 접점'과 '전문성의 충실'이 유기적으로 연계되어 있다. (교육학과, 사학지리학과, 문학과)
- 21세기아시아학부

고쿠시칸대학은 창설 당시부터 일본의 전통을 존중해왔으며 아시아와 공존하는 것에 주력해왔다. 그리하여 2002년에 신설한 것이 지금까지의 학부 이미지와는 다른 새로운 개념을 가진 '21세기 아시아학부'이다. 이문화(異文化)에 대한 이해력을 높이고, 세계 환경 속에서 일본을 포함한 아시아의 기업과 사회에서 중요한 역할을 짊어질 수 있는 인재의 양성을 목표로 하고 있다. 본 학부에는 아시아 각국에서 온 여러 명의 유학생이 재적하고 있으며 전임교원의 약 20%가 외국인이다. 또한, 2007년도부터 중국을 주 무대로 활약하는 전문인 육성의 프로그램을 시작했다. 중국에서 학습과 인턴십을 할 수 있으며 대학원을 포함하여 5년간의 재적으로 학사호와 석사호 모두 취득할 수 있는 학부, 대학원 연휴의 새로운 교육 시스템이다. (21세기아시아학과)

### 대학원
고쿠시칸대학 대학원은 격동하는 시대와 사회의 요구에 따라 고도의 지식과 기술을 갖춘 인재를 양성한다. 2006년에는 종합적인 지적재산 전문가 양성을 지향하여 '종합지적재산법학연구과'와, 계속 글로벌화 하고 있는 아시아 연구를 대상으로 한 '글로벌아시아연구과'를 개설. 이에 따라, 아홉개의 연구과의 다방면에 걸친 연구분야의 학생을 받아들일 태세를 갖추었다. 종합지적재산법학연구과를 제외한 각 연구과에는 박사과정도 설치되어 있어, 보다 고도의 전문적인 연구를 서포트 할 수 있는 환경이 마련되어 있다. 또한, 학부생 뿐만 아니라 배움을 향한 열정을 가진 모든이에게 '열린 배움의 장'이기도 한 것이 대학원. 1965년 개설 이래, 종합대학으로서의 특징을 살려, 입시에도 다양한 제도를 마련하고 폭넓은 인재를 받아들일 태세를 갖추고 있다. (정치학연구과, 경영학연구과, 경제학연구과, 법학연구과, 종합지적재산법학연구과, 공학연구과, 글로벌아시아연구과, 스포츠시스템연구과, 인문과학연구과)

## 캠퍼스
- 세타가야(世田谷) 캠퍼스: 대학본부 캠퍼스.
- 도쿄도 세타가야구 세타가야 지역 4-28-1.
- 마치다(町田) 캠퍼스
- 도쿄도 마치다시 히로하카마(広袴).
- 다마(多摩) 캠퍼스
- 도쿄도 다마시 나가야마(永山).

## 연표
- 1917년（다이쇼 6년）11월 - 아자부 고가이정（미나토구 미나미아오야마 6-13)에 사설 학원 ‘국사관’ 창립. 1층 두 칸을 사용해 야간에만 강의를 실시.[1]
- 1919년（다이쇼 8년）11월 - 현재 세타가야 캠퍼스로 이전. 재단법인 국사관 설립. 국사관 고등부 설치
- 1921년（다이쇼 10년）7월 - 국사관 유지위원회 발족
- 1923년（다이쇼 12년）4월 - 국사관 중등부 설치
- 1925년（다이쇼 14년）
  - 3월 - 국사관 중등부 폐교
  - 4월 - 국사관 중학교 설치
- 1926년（다이쇼 15년）4월 - 국사관 상업학교 설치
- 1928년（쇼와 3년）11월 - 국사 신사 건립(전쟁 중 공습으로 소실)
- 1929년（쇼와 4년）4월 - 국사관 전문학교 설치(궁도과·흥아과·국한유도과·검도과)[2]
- 1930년（쇼와 5년）
  - 3월 - 국사관 고등부 폐교
  - 4월 - 국사관 고등 탁식학교 설치
- 1932년（쇼와 7년）6월 - 고등 탁식학교에 만몽과 설치
- 1933년（쇼와 8년）3월 - 전문학교, 검도·유도 중등학교 교원 무시험 자격 취득
- 1934년（쇼와 9년）11월 - 고등 탁식학교 폐지 인가
- 1936년（쇼와 11년）6월 - 전문학교, 국어 중등학교 교원 무시험 자격 취득
- 1938년（쇼와 13년）5월 - 전문학교, 한문 중등학교 교원 무시험 자격 취득
- 1941년（쇼와 16년）
  - 3월 - 흥아과 폐지
  - 8월 - 국사관 보국단 결성
- 1942년（쇼와 17년）4월 - 전문학교에 무도･지리역사과 설치. 고등 탁식학교 설치(만몽지과·남양과)
- 1944년（쇼와 19년）4월 - 상업학교를 공업학교로 전환
- 1945년（쇼와 20년）
  - 5월 - 공습으로 교사 소실
  - 12월 - 고등 탁식학교 폐지 인가
- 1946년（쇼와 21년）1월 - 재단법인 국사관을 ‘재단법인 시토쿠학원’으로, 학교 명칭을 각각 시토쿠전문학교·시토쿠중학교·시토쿠상업학교 등으로 변경
- 1947년（쇼와 22년）4월 - 신제 시토쿠중학교 설치
- 1948년（쇼와 23년）4월 - 시토쿠고등학교(전일제 보통과·정시제 상업과), 시토쿠상업고등학교(전일제) 설치
- 1949년（쇼와 24년）3월 - 구제 시토쿠중학교·시토쿠상업학교·시토쿠상업고등학교 폐지
- 1951년（쇼와 26년）3월 - 재단법인을 학교법인 시토쿠학원으로 전환
- 1953년（쇼와 28년）
  - 3월 - 학교법인 시토쿠학원을 ‘학교법인 국사관’으로, 시토쿠고등학교·중학교를 국사관고등학교·중학교로 명칭 변경
  - 4월 - 국사관단기대학 설치
- 1955년（쇼와 30년）3월 - 시토쿠전문학교 폐지
- 1958년（쇼와 33년）4월 - 국사관대학교 설치(체육학부 체육학과)
- 1961년（쇼와 36년）4월 - 정경학부(정치학과·경제학과) 개설
- 1962년（쇼와 37년）4월 - 정경학부에 경영학과 증설
- 1963년（쇼와 38년）4월 - 공학부(기계공학과·전기공학과) 개설
- 1964년（쇼와 39년）4월 - 공학부에 토목공학과·건설학과 증설
- 1965년（쇼와 40년）4월 - 정경학부 2부(정치학과·경제학과), 대학원 정치학·경제학 연구과(석사·박사) 개설
- 1966년（쇼와 41년）
  - 4월 - 쓰루카와 교사 개설. 법학부, 문학부(교육학과·사학지리학과·문학과) 신설
- 1967년（쇼와 42년）4월 - 문학부 사학지리학과 국사학 전공에 고고학 코스 설치
- 1968년（쇼와 43년）4월 - 국사관대학 경리연구소 설치
- 1969년（쇼와 44년）4월 - 문학부 교육학과에 초등교육 전공 증설
- 1974년（쇼와 49년）4월 - 교양부 개설. 비교법제연구소 설치
- 1976년（쇼와 51년）4월 - 문학부 문학과의 한학 전공을 중국문학 전공으로 개편. 이라크 고대문화연구소 설치
- 1977년（쇼와 52년）
  - 4월 - 문학부 교육학과 초등교육 전공이 쓰루카와 교지로 이전
  - 11월 - 학원제가 ‘카에데몬사이(楓門祭)’로 개칭
- 1978년（쇼와 53년）4월 - 무도·덕육연구소 설치
- 1982년（쇼와 57년）4월 - 스포츠연구소 및 종합경제연구소 설치
- 1983년（쇼와 58년）
  - 3월 - 시바타회관 준공
  - 4월 - 이공학연구소 설치
  - 7월 - 이사장 피살 사건으로 일본사학진흥재단 보조금 전액 중단[3]
- 1987년（쇼와 62년）
  - 6월 30일 - 경리연구소·종합경제연구소 폐지
  - 7월 1일 - (정경학부 부속) 경제연구소·경영연구소 설치
  - 10월 - 비교법제연구소를 (법학부 부속) 비교법제연구소로 재편
- 1989년（헤이세이 원년）
  - 2월 - 스포츠연구소 폐지
  - 7월 - 이집트 무도관 준공(완공 후 이집트 정부에 기증)
- 1992년（헤이세이 4년）
  - 2월 - 다마 교사(강의·관리동, 체육관, 무도동, 식당) 준공
  - 4월 - 체육학부를 다마 교사로 이전
- 1994년（헤이세이 6년）4월 - 대학원 공학연구과(석사) 개설
- 1995년（헤이세이 7년）4월 - 대학원 법학연구과(석사) 개설
- 1996년（헤이세이 8년）3월 - 교양부 폐지
- 1997년（헤이세이 9년）4월 - 경영학연구과(석사) 개설
- 1998년（헤이세이 10년）1월 - 세타가야 교사에 중앙도서관·체육·무도관 완공
- 1999년（헤이세이 11년）4월 - 대학원 경영·법학·공학연구과에 박사 과정 개설
- 2000년（헤이세이 12년）4월 - 체육학부에 무도학과·스포츠의과학과 증설
- 2001년（헤이세이 13년）
  - 4월 - 법학부에 현대비즈니스법학과(주야강좌제) 증설. 대학원 스포츠시스템·인문과학 연구과(석사) 개설. 공학부 전기공학과를 전기전자공학과로 개편
  - - (법학부 부속) 최첨단기술관련법연구소 설치
- 2002년（헤이세이 14년）
  - - 국사관단기대학 학생 모집 중지
  - 4월 - 三浦信行 주도로 21세기아시아학부(21세기아시아학과: 일본이해·아시아지역디자인·아시아비즈니스 코스) 개설. 공학부 기계공학과를 기계정보공학과로, 토목공학과를 도시시스템공학과로, 건축학과를 건축디자인공학과로 개편
- 2003년（헤이세이 15년）
  - 3월 - 국사관단기대학 폐지
  - 4월 - 정경학부 1부를 정경학부로 개칭; 1부·2부를 주·야간 주제제(플렉스타임)로 재편. 스포츠시스템·인문과학 연구과에 박사 과정 개설
- 2004년（헤이세이 16년）4월 - 문학부 사학지리학과·문학과 전공 재편(고고·일본사, 지리·환경, 중국어·중국문학, 일본문학·문화 등)
- 2005년（헤이세이 17년）
  - 5월 - 세타가야·우메가오카 캠퍼스 정비 기본방침 결정
  - 7월 - 웰니스리서치센터 개설
- 2006년（헤이세이 18년）
  - 4월 - 대학원 글로벌아시아 연구과(석사·박사), 종합지식재산법 연구과(석사) 개설. 21세기아시아학부 전공 코스 개편
  - - 법학부 현대비즈니스법학과 주·야간제 폐지. 지역교류문화센터 개설
- 2007년（헤이세이 19년）
  - 3월 - 정경학부 2부 폐지
  - 4월 - 공학부를 이공학부(기계공학계·전자정보계·건축학계·도시랜드스케이프계·건강의공학계·기초리학계)로 통합 개편
- 2008년（헤이세이 20년）
  - 4월 - 체육학부 아동스포츠교육학과 증설. 정경학부 주·야간제 폐지, 플렉스타임제 도입. 東京都立明正高等学校 부지에 세타가야 캠퍼스 우메가오카 교사 완공. 쓰루카와 캠퍼스 소속 학생 일부 세타가야 캠퍼스로 이전
- 2009년（헤이세이 21년）
  - - 쓰루카와 캠퍼스를 ‘마치다 캠퍼스’로 명칭 변경
  - - (정경학부 부속) 정치연구소 개설
- 2010년（헤이세이 22년）4월 - 대학원 응급시스템 연구과(석사) 개설
- 2011년（헤이세이 23년）4월 - 경영학부 경영학과 개설(정경학부 경영학과를 이관)
- 2013년（헤이세이 25년）
  - 3월 - 공학부 폐지
  - 4월 - 대학원 응급시스템 연구과 박사 과정, 법학연구과 3코스제 도입
  - - 세타가야 캠퍼스 구 제2체육관 부지에 ‘메이플센터리 홀’ 완공
- 2014년（헤이세이 26년）4월 - 이공학부 도시랜드스케이프계→마치づくり학계(도시계획)로 개편
- 2016년（헤이세이 28년）
  - 4월 - 정경학부 정치학과→정치행정학과로 개편
  - - 다마 캠퍼스에 ‘메이플센터리센터 다마’ 완공
- 2017년（헤이세이 29년）
  - - 창립 100주년
  - 3월 - 정경학부 경영학과 폐지
- 2018년（헤이세이 30년）4월 - 문학부 교육학과·사학지리학과·문학과 각 전공을 ‘코스’ 체제로 재편
- 2019년（헤이세이 31년）
  - 3월 - 국사관대학 아시아·일본연구센터 폐지
  - 4월 - 21세기아시아학부 전공 코스를 아시아사회·아시아비즈니스·아시아문화 코스로 개편. (아시아학부 부속) 21세기아시아학연구소 설치
- 2020년（레이와 2년）
  - 1월 - 도쿄도 다마시 미나미노(구 東京都立南野高等学校 부지) 매입[4]
  - 8월 - 국사관 ‘카에데노모리’ 캠퍼스 준공·사용 개시[5]
- 2022년（레이와 4년）4월 - 2020년 매입 부지의 기존 건물을 개수해 다마미나미노 캠퍼스 개설[6]